# Черч-Пойнт (Луїзіана)
Черч-Пойнт (англ. Church Point) — місто (англ. town) в США, в окрузі Акадія штату Луїзіана. Населення — 4179 осіб (2020).

## Географія
Черч-Пойнт розташований за координатами 30°24′13″ пн. ш. 92°12′52″ зх. д. / 30.40361° пн. ш. 92.21444° зх. д. (30.403702, -92.214488).  За даними Бюро перепису населення США в 2010 році місто мало площу 7,50 км², уся площа — суходіл.

## Демографія
Згідно з переписом 2010 року, у місті мешкало 4560 осіб у 1763 домогосподарствах у складі 1162 родин. Густота населення становила 608 осіб/км².  Було 1948 помешкань (260/км²).
Расовий склад населення:
| - 60,9 % — білих - 36,1 % — чорних або афроамериканців - 0,3 % — корінних американців - 0,1 % — азіатів - 1,2 % — осіб інших рас |

До двох чи більше рас належало 1,4 %. Частка іспаномовних становила 2,1 % від усіх жителів.
За віковим діапазоном населення розподілялося таким чином: 26,3 % — особи молодші 18 років, 59,1 % — особи у віці 18—64 років, 14,6 % — особи у віці 65 років та старші. Медіана віку мешканця становила 36,2 року. На 100 осіб жіночої статі у місті припадало 84,5 чоловіків;  на 100 жінок у віці від 18 років та старших — 80,8 чоловіків також старших 18 років.
Середній дохід на одне домашнє господарство  становив 43 967 доларів США (медіана — 27 635), а середній дохід на одну сім'ю — 46 607 доларів (медіана — 25 508). За межею бідності перебувало 37,5 % осіб, у тому числі 60,9 % дітей у віці до 18 років та 34,9 % осіб у віці 65 років та старших.
Цивільне працевлаштоване населення становило 1663 особи. Основні галузі зайнятості: освіта, охорона здоров'я та соціальна допомога — 23,4 %, роздрібна торгівля — 12,5 %, виробництво — 11,2 %.